# Aiphanes horrida
Aiphanes horrida là loài thực vật có hoa thuộc họ Arecaceae. Loài này được (Jacq.) Burret mô tả khoa học đầu tiên năm 1932.

## Hình ảnh

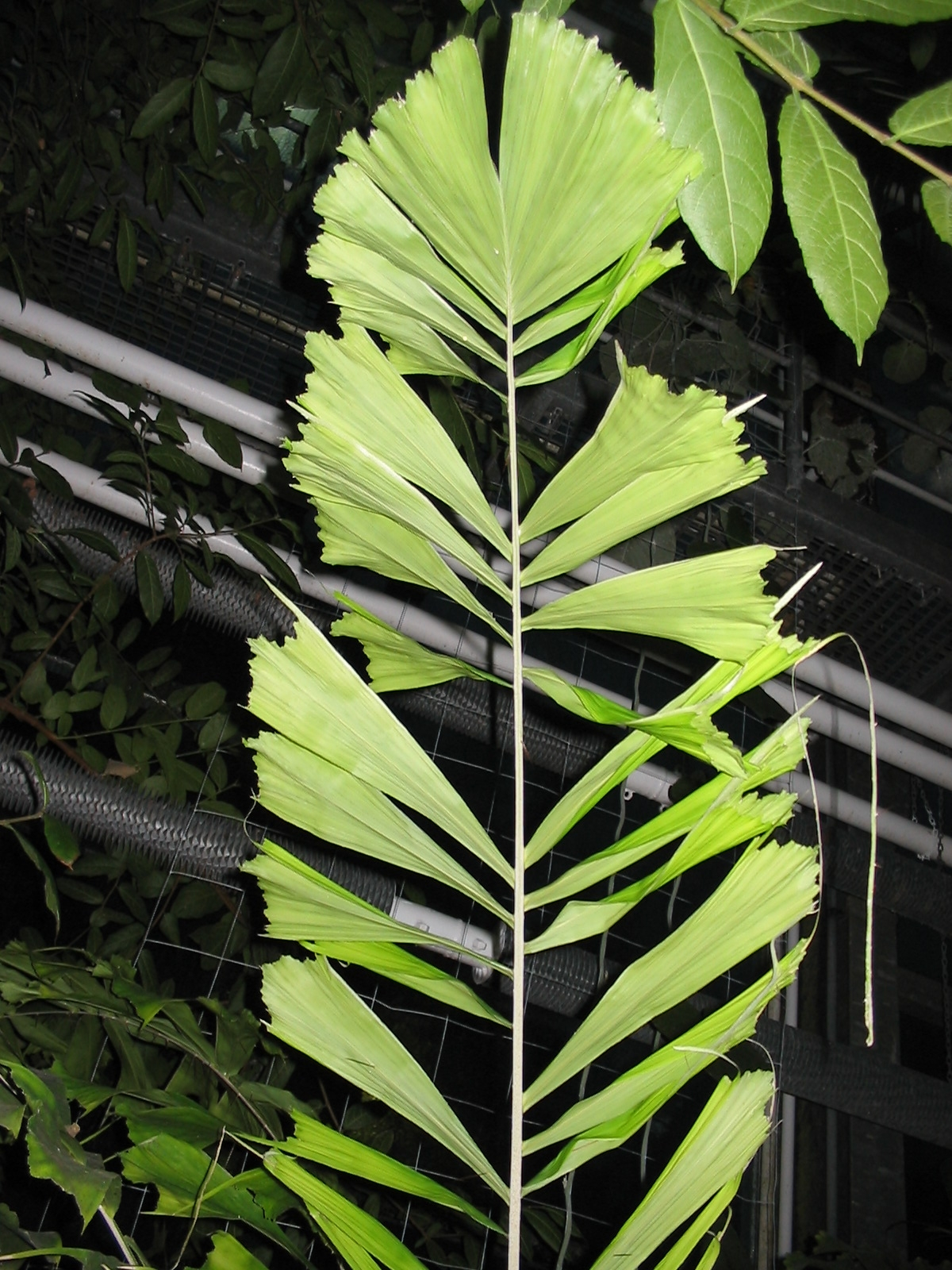
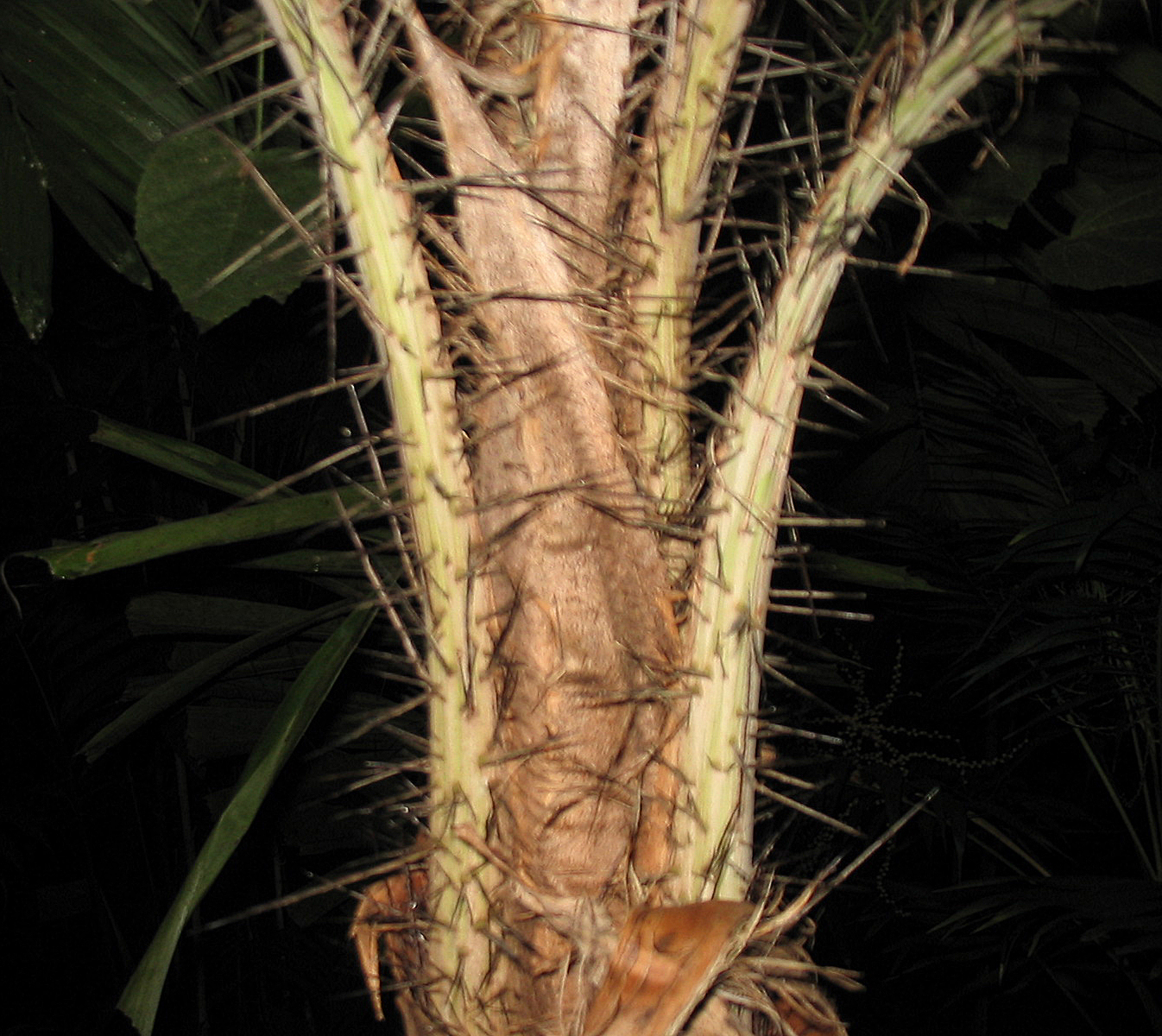
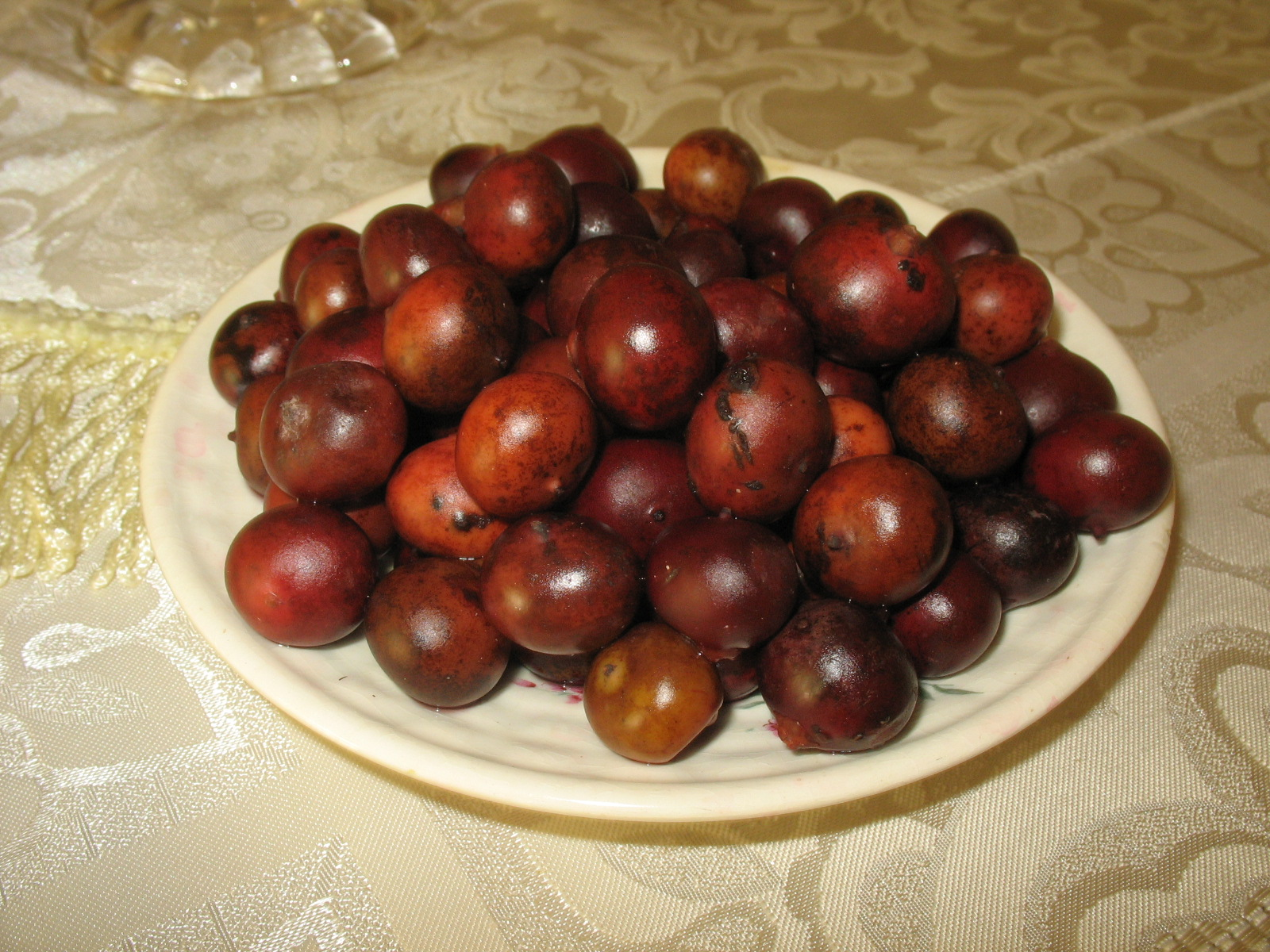
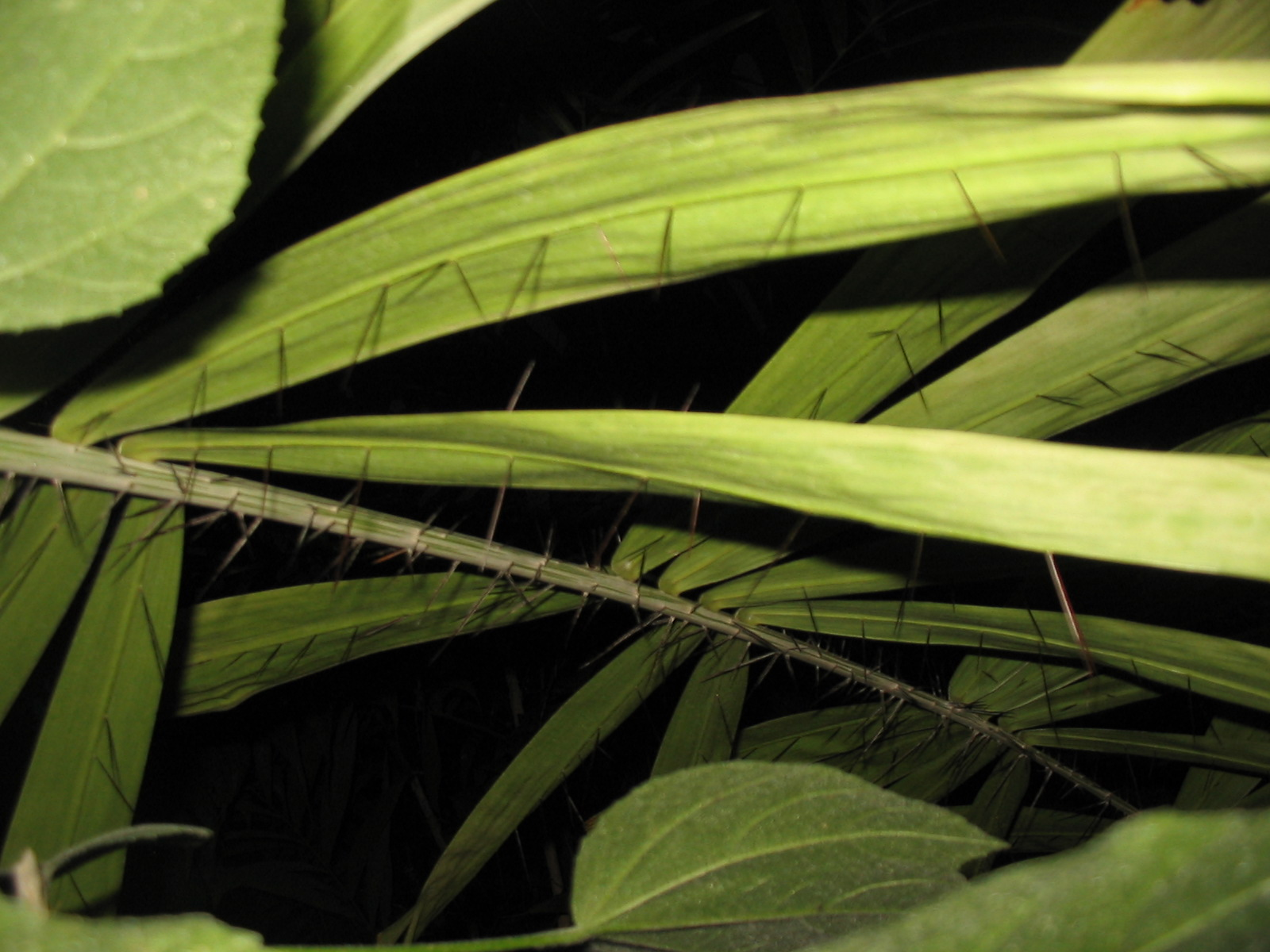